# Bjirmen
Bjirmen is een natuurgebied van 54 hectare van kleiputten en graslanden in de gemeente Franekeradeel bij Sexbierum en Dongjum. Het gebied wordt beheerd door It Fryske Gea.
De kleiputten zijn eind 19e eeuw ontstaan door de kleiwinning ten behoeve van het ophogen van de zeedijk, onder andere bij Roptazijl, Fiskerspaad en Firdgum.
Het zijn hoogwatervluchtplaatsen voor vogels, het Dongjumermeer (Doanjumerleech) is een belangrijk weidevogelgebied met onder andere kolonies zwarte stern en visdief. Er zijn tevens vegetaties van zilte graslanden.
Het beheer van de Dijksputten door It Fryske Gea is gericht op behoud van hoogwatervluchtplaatsen en de zilte flora te behouden of uit te breiden. Bemesting en maaien is niet toegestaan. De gronden worden extensief begraasd door schapen en koeien. Het waterbeheer is zo aangepast dat het water van de kleiputten niet in verbinding staat met het landbouwwater. In het Dongjumermeer en het Boezemland (Bûtlân) bij Boer wordt aandacht geschonken aan het weidevogelgebied.
Aeltsjemar
· De Alde Feanen
· Bakkeveense Duinen
· Bancopolder
· Bekhofschaans
· Bjirmen
· Blauhúster Puollen
· Bocht fan Molkwar
· Botmar
· Bouwepet
· Buismans Einekoai
· Bûtenfjild
· Van Coehoornbosk
· Delleboersterheide
· Diakonieveen
· Dobbe Stienser Aldlân
· Dobben Hurdegarypsterwarren
· Dunegeaster- en Follegeasterpolder
· Dyksfearten
· Eanjumerkolken
· Easterskar
· Einekoai Piaam
· Einekoaien Lytse Geast
· De Fluezen
· Grikelân en Turkije
· Grutte Wielen
· Heide Hulstreed
· De Hon
· Huitebuersterbûtenpolder
· Joodse begraafplaats Tacozijl
· Joodse begraafplaats Noordwolde
· Kapellepôle
· Ketelermar
· Ketliker Skar
· Kobbelân
· Lendebos
· Lindevallei
· Liphústerheide
· Makkumersúdmar
· Makkumerwaarden
· Mandefjild
· Martenastate
· Meulebos
· Meulereed
· Mokkebank
· Mûntsebuorsterpolder
· Noard-Fryslân Bûtendyks
· 't Oerd
· Ottema Wiersma reservaat
· Park Huize Olterterp
· Park Jongemastate
· Peazemerlannen
· Petgatten De Feanhoop
· Polders Koarnwert
· Ringwiel
· Rysterbosk
· De Ryp
· Schaopedobbe
· Séfonsterpolder
· Sippen-finnen
· Skiedingsboskje
· Slachtedyk
· Steile Bank
· Stokersdobbe
· Sudermarpolder
· Syp Set
· Taconisbosk
· Tsjongerwâlen
· Teroelster Sipen
· Unlân fan Jelsma
· Van Asperen einekoaien
· Warkumermar
· Warkumerwaard
· 't West
· Wilhelmina-oard
· Ychtenerfeanpolder